# HD18296
HD18296 — хімічно пекулярна зоря спектрального класу A0, що має  видиму зоряну величину в смузі V приблизно  5,1.
Вона  розташована на відстані близько 386,9 світлових років від Сонця.

## Фізичні характеристики
Зоря HD18296 обертається 
порівняно повільно 
навколо своєї осі. Проєкція її екваторіальної швидкості на промінь зору становить  Vsin(i)= 18км/сек.
Телескоп Гіппаркос зареєстрував  фотометричну змінність  даної зорі з періодом    2,88 доби в межах від  Hmin= 5,11 до  Hmax= 5,09.

## Пекулярний хімічний вміст
Зоряна атмосфера GSC2330-2043 має підвищений вміст 
Si
.

## Магнітне поле
Спектр даної зорі вказує на наявність магнітного поля у її зоряній атмосфері.
Напруженість повздовжної компоненти поля оціненої з аналізу
становить  440,0± 216,6 Гаус.